# Frans Pourbus il Vecchio
Frans Pourbus (Bruges, 1545 – Anversa, 1581) è stato un pittore fiammingo.

## Biografia
Era figlio del pittore Pieter Pourbus ed è noto per essere stato assistente di Frans Floris dal 1564 al 1565. La sua più grande opera è il ritratto di Viglius van Aytta.